# Lydia och Herman Erikssons stipendium
Lydia och Herman Erikssons stipendium är ett svenskt litteraturpris som utdelas av Svenska Akademien. Priset utgår ur en 1976 donerad fond och ska tilldelas en "ung lovande lyriker eller författare". Stipendiebeloppet är 120 000 kronor år 2023.

## Mottagare (urval)
- 1999 – Peter Kihlgård
- 2001 – Magnus William-Olsson
- 2003 – Aris Fioretos
- 2005 – Kristian Lundberg
- 2007 – Beate Grimsrud
- 2009 – Malte Persson
- 2011 – Hanna Nordenhök
- 2013 – Fredrik Nyberg
- 2015 – Erik Bergqvist
- 2017 – Anna Hallberg
- 2019 – Nina Wähä[3]
- 2021 – Maxim Grigoriev
- 2023 – Sami Said[2]